# Trafford
Trafford este un Burg Metropolitan în cadrul Comitatului Metropolitan Greater Manchester în regiunea North West England. Conține orașele Altrincham, Sale, Stretford, Urmston. Aici se află stadionul clubului de fotbal Manchester United.
1. ↑   https://ons.maps.arcgis.com/home/item.html?id=a79de233ad254a6d9f76298e666abb2b Lipsește sau este vid: |title= (ajutor)